# 德川家繼
德川家繼（日语：〔〕／ Tokugawa Ietsugu，1709年8月8日—1716年6月19日），日本江戶幕府第七代將軍。幼名鍋松。他是第六代將軍家宣長子，母為側室月光院（阿喜世之方）。1713年虛歲5歲繼任將軍，1716年虛歲8歲便過世，是德川家歷代將軍中最年幼也最早夭的一位。
因年幼繼位故大權旁落於側用人間部詮房與侍講新井白石之手，間部詮房與月光院有染的傳言一直存在。1714年爆發月光院身邊的大奧年寄繪島與生島新五郎通姦，即繪島生島事件。
家繼夭折後將軍位由中興幕府的明君德川吉宗繼任。
| 德川家繼                           |                                                      |                 |
| 官衔                               |                                                      |                 |
| 空缺上一位持有相同頭銜者：德川家宣 | 內大臣 （武家官位） 1713年3月29日－1716年6月19日     | 繼任： 德川吉宗 |
| 军职                               |                                                      |                 |
| 前任： 德川家宣                    | 右近衛大將 （武家官位） 1713年3月29日－1716年6月19日 | 繼任： 德川吉宗 |
| 前任： 德川家宣                    | 征夷大將軍 1713年3月29日－1716年6月19日              | 繼任： 德川吉宗 |
| 貴族爵位和頭銜                     |                                                      |                 |
| 前任： 德川家宣                    | 德川將軍家第7代當主 1713年－1716年                   | 繼任： 德川吉宗 |
| 前任： 德川家宣                    | 源氏長者 1713年－1716年                              | 繼任： 德川吉宗 |

1. ↑  清水昇、川口素生 <德川一族> P137